# Team Tinkoff Credit Systems
Das Team Tinkoff Credit Systems war ein russisches Radsportteam.

## Geschichte
Die Mannschaft nahm ab 2005 als Tinkoff Restaurants an der UCI Europe Tour teil und hatte zunächst den Status eines Continental Teams. Teamchef war der Besitzer der Restaurant-Kette, Oleg Tinkow.
Ab 2007 übernahm die im Jahre 2006 ebenfalls von Tinkow gegründete Bank „Tinkoff Credit Systems“, die sich auf das Kreditkarten-Geschäft konzentriert, das Sponsoring des Teams. Zudem wurde die sportliche Leitung des Teams Team LPR verpflichtet und eine Lizenz als Professional Continental Team beantragt. Sport-Manager war Omar Piscina und als sportliche Leiter fungierten Orlando Maina und Dmitri Konyschew.
Im Herbst 2006 sorgte das Team durch die Verpflichtung des davor doping-gesperrten Amerikaners Tyler Hamilton sowie des unter Dopingverdacht stehenden Deutschen Danilo Hondo für Schlagzeilen.
Auch der Deutsche Jörg Jaksche, der gestanden hat, zu den Kunden des Fuentes-Dopingnetzwerks gezählt zu haben, unterschrieb Mitte April 2007 einen Vertrag. Sowohl Hamilton als auch Jaksche wurden jedoch am 30. April 2007 suspendiert.
Tinkow sagte in einem Interview mit dem Magazin Tour dazu: „Fahrer wie Danilo Hondo und Hamilton sollen ihnen [den jungen Fahrern im Team] zeigen, wie man professionell Rad fährt. Sie sollen ihnen als Vorbild dienen.“ Der Teamgründer zeigte mehrmals öffentlich Interesse an einer Verpflichtung des einstigen Tour-de-France-Siegers Jan Ullrich.
Das Radsportteam wurde zur Teilnahme am Giro d’Italia 2007 per Wildcard eingeladen. Am Ende der Saison 2008 wurde das Team aufgelöst.
2009 wurde auf Basis des Tinkoff-Teams ein neues Radsportteam Katjuscha gegründet, welches eine ProTeam-Lizenz erhielt. Zu Katjuscha gehören neben der Profi-Mannschaft weitere Radsportteams für Bahn, CycloCross, Frauenradsport sowie die Farmteams Katjuscha Continental Team und Itera-Katjuscha.

## Team 2008

### Abgänge–Zugänge
| Zugänge             | Team 2007                    | Abgänge            | Team 2008                    |
| ------------------- | ---------------------------- | ------------------ | ---------------------------- |
| Alexander Chatunzew | Unibet.com                   | Danilo Hondo       | Serramenti PVC Diquigiovanni |
| Luca Mazzanti       | Ceramiche Panaria            | Anton Mindlin      | Cinelli-OPD                  |
| Alberto Loddo       | Serramenti PVC Diquigiovanni | Salvatore Commesso | Preti Mangimi                |
| Walter Pedraza      | Serramenti PVC Diquigiovanni | Tyler Hamilton     | Rock Racing                  |
| Jauhen Sobal        | Cinelli-Endeka-OPD           | Elio Aggiano       | Karriereende                 |
| Alexander Gottfried | Team Sparkasse               | Jörg Jaksche       | Dopingsperre                 |
| Nikita Jeskow       | Ex-Profi (Lokomotive 2005)   | Ruggero Marzoli    | suspendiert                  |
| Bernardo Riccio     | Neoprofi                     | Steffen Weigold    | Karriereende                 |

### Mannschaft 2008
| Name                | Geburtstag         | Nationalität |
| ------------------- | ------------------ | ------------ |
| Pawel Brutt         | 29. Januar 1982    | Russland     |
| Alexander Chatunzew | 11. Februar 1985   | Russland     |
| Daniele Contrini    | 15. August 1974    | Italien      |
| Alexander Gottfried | 5. Juli 1985       | Deutschland  |
| Michail Ignatjew    | 7. Mai 1985        | Russland     |
| Nikita Jeskow       | 23. Januar 1983    | Russland     |
| Wassil Kiryjenka    | 28. Juni 1981      | Belarus      |
| Sergei Klimow       | 7. Juli 1980       | Russland     |
| Alberto Loddo       | 5. Januar 1979     | Italien      |
| Luca Mazzanti       | 4. Februar 1974    | Italien      |
| Walter Pedraza      | 27. November 1981  | Kolumbien    |
| Jewgeni Petrow      | 25. Mai 1978       | Russland     |
| Bernardo Riccio     | 21. März 1985      | Italien      |
| Iwan Rowny          | 30. September 1987 | Russland     |
| Alexander Serow     | 12. November 1982  | Russland     |
| Ricardo Serrano     | 4. August 1978     | Spanien      |
| Jauhen Sobal        | 7. April 1981      | Belarus      |
| Nikolai Trussow     | 2. Juli 1985       | Russland     |
| Ilja Tschernezki    | 17. Januar 1984    | Russland     |
| Stagiaires          | Stagiaires         | Nationalität |
| Alberto Contoli     | Alberto Contoli    | Italien      |
| Massimo Graziato    | Massimo Graziato   | Italien      |
| Jarosław Marycz     | Jarosław Marycz    | Polen        |

## Erfolge 2008
| Datum       | Rennen                                        | Fahrer                 |
| ----------- | --------------------------------------------- | ---------------------- |
| 30. Januar  | 4. Etappe Katar-Rundfahrt                     | Alberto Loddo          |
| 13. Februar | 5. Etappe Tour de Langkawi                    | Alberto Loddo          |
| 1. April    | 1. Etappe Settimana Ciclistica Lombarda (MZF) | Tinkoff Credit Systems |
| 11. Mai     | 3. Etappe Clásica Alcobendas                  | Bernardo Riccio        |
| 14. Mai     | 5. Etappe Giro d’Italia                       | Pawel Brutt            |
| 30. Mai     | 19. Etappe Giro d’Italia                      | Wassil Kiryjenka       |

## Erfolge 2007
| Datum         | Rennen                            | Fahrer           |
| ------------- | --------------------------------- | ---------------- |
| 10. Februar   | 9. Etappe Tour de Langkawi        | Pawel Brutt      |
| 15. Februar   | 3. Etappe Mittelmeer-Rundfahrt    | Michail Ignatjew |
| 20. Februar   | Trofeo Laigueglia                 | Michail Ignatjew |
| 3. März       | Grand Prix Chiasso                | Pawel Brutt      |
| 16. April     | 1. Etappe Tour de Georgia         | Daniele Contrini |
| 25. Mai       | 3. Etappe Circuit de Lorraine     | Ruggero Marzoli  |
| 27. Mai       | 5. Etappe Circuit de Lorraine     | Jörg Jaksche     |
| 23.–27. Mai   | Gesamtwertung Circuit de Lorraine | Jörg Jaksche     |
| 19. Juni      | Prolog Ster Elektrotoer           | Michail Ignatjew |
| 22. Juni      | 3. Etappe Ster Elektrotoer        | Wassil Kiryjenka |
| 14. August    | 1. Etappe Burgos-Rundfahrt        | Michail Ignatjew |
| 18. August    | 5. Etappe Burgos-Rundfahrt        | Wassil Kiryjenka |
| 25. August    | 4. Etappe Rothaus Regio-Tour      | Michail Ignatjew |
| 11. September | 2. Etappe Tour of Britain         | Nikolai Trussow  |
| 14. September | 5. Etappe Tour of Britain         | Alexander Serow  |

## Platzierungen in UCI-Ranglisten
UCI Asia Tour
| Saison | Mannschaftswertung | Fahrerwertung |
| ------ | ------------------ | ------------- |
| 2007   | 17.                |               |
| 2008   | 18.                |               |

UCI Europe Tour
| Saison | Mannschaftswertung | Fahrerwertung          |
| ------ | ------------------ | ---------------------- |
| 2007   | 6.                 | Michail Ignatjew (11.) |
| 2008   | 31.                | Wassil Kiryjenka (92.) |